# Viva Tu
Viva Tu é o quinto álbum de estúdio do cantor franco-espanhol Manu Chao, lançado em 20 de setembro de 2024 pela Because Music. Foi o primeiro lançamento solo de Chao em 17 anos, desde La Radiolina, de 2007. Produzido inteiramente por ele, o álbum conta com participações especiais de Willie Nelson e Laeti.
Duas canções do álbum possuem parte das letras em português, Coração no Mar e São Paulo Motoboy.Para celebrar o lançamento da música dedicada aos motoboys de São Paulo, o artista promoveu na cidade uma exibição gratuita do documentário São Paulo Motoboy (2024), dirigido por Sofia Freire Dowbor — neta do filósofo Paulo Freire.

### Contexto
Após o lançamento de La Radiolina de 2007, Manu Chao desapareceu dos olhos do grande público, aparentemente entrando em uma pausa na carreira. No entanto, ele permaneceu ativo. Embarcou em uma viagem pelo mundo com os amigos, também músicos, Lucky Salvadori, Miguel Rumbao e Mauro Metralla. Eles se apresentaram em um formato mais intimista, minimalista e acústico em diversos países, como França, Suíça, Holanda, Chile, Argentina, Brasil, Itália, Espanha, Croácia, Hungria, Sérvia, Bulgária, Grécia, Turquia, Cingapura, Nepal, Índia, Eslovênia, Noruega, Colômbia, Paraguai, Bósnia, entre outros. Nessa tour não-oficial, Manu Chao visitou comunidades, associações e cooperativas, bem como grupos de ativistas. Além disso, ele também colaborou com vários artistas, como Bomba Estéreo, Rumbakana, Chalart58, Carlangas, Dani Lança e Calypso Rose.
Em 29 de maio de 2024, ele lança então Viva Tu como primeiro single, sem nenhum anúncio prévio, colocando fim ao hiato de álbuns. Em 29 de junho de 2024, ele lança São Paulo Motoboy como segundo single.

### Lista de Faixa
| N.º            | Título                | Composição     | Duração |  |
| 1.             | "Vecinos En El Mar"   |                |         |  |
| 2.             | "La Couleur du Temps" |                |         |  |
| 3.             | "River Why"           |                |         |  |
| 4.             | "Viva Tu"             |                |         |  |
| 5.             | "Heaven's Bad Day"    |                |         |  |
| 6.             | "Tu Te Vas"           |                |         |  |
| 7.             | "Coraçao No Mar"      |                |         |  |
| 8.             | "Cuatro Calles"       |                |         |  |
| 9.             | "La Colilla"          |                |         |  |
| 10.            | "São Paulo Motoboy"   |                |         |  |
| 11.            | "Tom et Lola"         |                |         |  |
| 12.            | "Lonely Night"        |                |         |  |
| 13.            | "Tantas Tierras"      |                |         |  |
| Duração total: | Duração total:        | Duração total: | 38:19   |  |